# رويس آدامز
رويس آدامز (بالإنجليزية: Royce Adams)‏ هو لاعب كرة قدم أمريكية ولاعب كرة قدم كندية أمريكي، ولد في 3 مايو 1988 في كليفلاند في الولايات المتحدة.

## وصلات خارجية
- رويس آدامز على موقع مرجع كرة القدم المحترفة.كوم (الإنجليزية)
- رويس آدامز على موقع كلية كرة القدم في سبورتس رفرنس.كوم (الإنجليزية)